# ارتگل
اُرتَگُل، روستای است از توابع استان مرکزی، شهرستان تفرش، بخش فراهان و جزئی از دهستان فشک می‌باشد

## موقعیت
این روستا در مختصات جغرافیایی ۳۴ درجه، ۴۳ دقیقه و ۴۸ ثانیه عرض شمالی و ۴۹ درجه، ۴۳ دقیقه
و ۲۶ ثانیه طول شرقی از گرینویچ قرار دارد این روستا در شمال غربی روستای فشک و در فاصله ۶٫۳
کیلومتری از آن قرار دارد.

## جمعیت
براساس آخرین آمار سرشماری نفوس و مسکن در سال ۱۳۸۵ دارای
۴۱ خانوار و ۱۳۳ نفر جمعیت می‌باشد که از این میان ۶۱ نفر مرد و ۷۲ نفر زن می‌باشد.